# توشيماسا شيمامورا
توشيماسا شيمامورا (باليابانية: 島村利正)‏ (25 مارس 1912 في ناغانو - 25 نوفمبر 1981 ) كاتب، وروائي من اليابان.